# Панорама-Парк (Айова)
Панорама-Парк (англ. Panorama Park) — місто (англ. city) в США, в окрузі Скотт штату Айова. Населення — 139 осіб (2020).

## Географія
Панорама-Парк розташована за координатами 41°33′20″ пн. ш. 90°27′13″ зх. д. / 41.55556° пн. ш. 90.45361° зх. д. (41.555612, -90.453698).  За даними Бюро перепису населення США в 2010 році місто мало площу 0,14 км², уся площа — суходіл.

## Демографія
Згідно з переписом 2010 року, у місті мешкало 129 осіб у 52 домогосподарствах у складі 35 родин. Густота населення становила 930 осіб/км².  Було 54 помешкання (389/км²).
Расовий склад населення:
| - 96,9 % — білих - 2,3 % — корінних американців - 0,8 % — азіатів |

До двох чи більше рас належало 0,0 %. Частка іспаномовних становила 0,8 % від усіх жителів.
За віковим діапазоном населення розподілялося таким чином: 19,4 % — особи молодші 18 років, 58,1 % — особи у віці 18—64 років, 22,5 % — особи у віці 65 років та старші. Медіана віку мешканця становила 48,6 року. На 100 осіб жіночої статі у місті припадало 87,0 чоловіків;  на 100 жінок у віці від 18 років та старших — 92,6 чоловіків також старших 18 років.
Середній дохід на одне домашнє господарство  становив 48 296 доларів США (медіана — 47 500), а середній дохід на одну сім'ю — 58 896 доларів (медіана — 56 250). За межею бідності перебувало 11,1 % осіб, у тому числі 0,0 % дітей у віці до 18 років та 16,2 % осіб у віці 65 років та старших.
Цивільне працевлаштоване населення становило 50 осіб. Основні галузі зайнятості: виробництво — 22,0 %, роздрібна торгівля — 20,0 %, мистецтво, розваги та відпочинок — 12,0 %, будівництво — 12,0 %.